# كلاوديو جيورجي
كلاوديو جيورجي (بالإيطالية: Claudio Giorgi)‏ هو كاتب سيناريو ومخرج وممثل إيطالي، ولد في 1944 في إيطاليا.

## وصلات خارجية
- كلاوديو جيورجي على موقع IMDb (الإنجليزية)
- كلاوديو جيورجي على موقع قاعدة بيانات الفيلم (الإنجليزية)